# Вильгельмсталь
Вильгельмсталь (нем. Wilhelmsthal) — община в Германии, в земле Бавария.
Подчиняется административному округу Верхняя Франкония. Входит в состав района Кронах. Население составляет 3929 человек (на 31 декабря 2010 года). Занимает площадь 42,92 км².
Коммуна подразделяется на 8 сельских округов.

## Население
По оценке на 31 декабря 2015 года население общины Вильгельмсталь составляет 3741 чел. 

| Дата      | 1840 | 1871 | 1900 | 1925 | 1939 | 1950 | 1961 | 1970 | 1987 | 2011 |
| --------- | ---- | ---- | ---- | ---- | ---- | ---- | ---- | ---- | ---- | ---- |
| Население | 2943 | 3005 | 2817 | 3288 | 3654 | 4164 | 4175 | 4365 | 4369 | 3907 |

| Год       | 1960 | 1970 | 1980 | 1990 | 2000 | 2009 | 2010 | 2011 | 2012 | 2013 | 2014 | 2015 |
| --------- | ---- | ---- | ---- | ---- | ---- | ---- | ---- | ---- | ---- | ---- | ---- | ---- |
| Население | 4109 | 4356 | 4261 | 4420 | 4258 | 3989 | 3929 | 3891 | 3842 | 3816 | 3760 | 3741 |